# Condado de Butler (Pensilvania)
El condado de Butler es un condado situado en el estado de Pensilvania, en Estados Unidos. En 2000, su población era de 174 083 personas. En 2010, el censo estimó en 183 862 sus habitantes. La capital de condado es Butler. Es parte del Ärea Metropolitana de Pittsburg.
Es uno de los condados de más crecimiento en Pensilvania. Fue fundado en 1800 en honor al general Richard Butler.

## Geografía
Según la Oficina del Censo, el condado tiene un área total de 1365 km² (527 mi²), de la cual 1365 km² (527 mi²) es tierra y 3 km² (1,2 mi²) (0,25 %) es agua.

### Condados adyacentes
- Condado de Venango (norte)
- Condado de Clarion (noreste)
- Condado de Armstrong (este)
- Condado de Westmoreland (sureste)
- Condado de Allegheny (sur)
- Condado de Beaver (oeste)
- Condado de Lawrence (oeste)
- Condado de Mercer (noroeste)

## Demografía
Según el censo de 2000, habían 174,083 personas, 65 862 hogares y 46,827 familias residiendo en la localidad. La densidad de población era de 85 hab./km². Había 69,868 viviendas con una densidad media de 34 viviendas/km². El 97,83 % de los habitantes eran blancos, el 0.79% afroamericanos, el 0,09 % amerindios, el 0,56 % asiáticos, el 0.03% isleños del Pacífico, el 0,17 % de otras razas y el 0,54 % pertenecía a dos o más razas. El 0,58 % de la población eran hispanos o latinos de cualquier raza.
Los ingresos medios por hogar en la localidad eran de $0 y los ingresos medios por familia eran $0. Los hombres tenían unos ingresos medios de $0 frente a los $0 para las mujeres. La renta per cápita para el condado era de $0. Alrededor del 0% de la población estaban por debajo del umbral de pobreza.

## Localidades

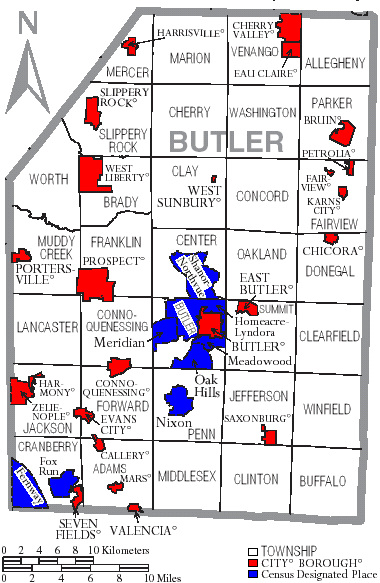
Localidades en el condado de Butler

### Ciudades
Butler 

### Boroughs
Bruin |
Callery |
Cherry Valley |
Chicora |
Connoquenessing |
East Butler |
Eau Claire |
Evans City |
Fairview |
Harmony |
Harrisville |
Karns City |
Mars |
Petrolia |
Portersville |
Prospect |
Saxonburg |
Seven Fields |
Slippery Rock |
Valencia |
West Liberty |
West Sunbury |
Zelienople 

### Municipios
Adams |
Allegheny |
Brady |
Buffalo |
Butler |
Center |
Cherry |
Clay |
Clearfield |
Clinton |
Concord |
Connoquenessing |
Cranberry |
Donegal |
Fairview |
Forward |
Franklin |
Jackson |
Jefferson |
Lancaster |
Marion |
Mercer |
Middlesex |
Muddy Creek |
Oakland |
Parker |
Penn |
Slippery Rock |
Summit |
Venango |
Washington |
Winfield |
Worth 

### Lugares designados por el censo
Fernway |
Fox Run |
Homeacre-Lyndora |
Lake Arthur Estates |
Meadowood |
Meridian |
Nixon |
Oak Hills |
Shanor-Northvue

### Áreas no incorporadas
Boyers |
Cabot |
Eidenau |
Gibsonia‡ |
Hilliards |
Renfrew |
Sarver 